# Ha Geun-chan
Ha Geun-chan es un escritor surcoreano.

## Biografía
Ha Geun-chan nació el 22 de octubre de 1931 en Yeongcheon, provincia de Gyeongsang del Norte, Corea del Sur, y falleció el 25 de noviembre de 2007. Por aquel entonces Corea estaba bajo el dominio de Japón. Fue el hijo mayor de Ha Jae-jung y Bak Yeon-hak. Su educación primaria y secundaria se realizó bajo la tutela del movimiento "Naisen ittai", un intento del gobierno colonial japonés de imponer la cultura japonesa a los coreanos. De hecho, no pudo aprender coreano hasta que no recibió educación superior en una escuela de profesorado. Aprobó el examen para ser profesor y empezó a enseñar en una escuela primaria. Entró en la Universidad Dong-a, pero no finalizó los estudios. Después de cumplir el servicio militar en 1958, empezó su carrera como escritor. Murió el 25 de noviembre de 2007 a la edad de 76 años.

## Obra
Aunque Ha Geun-chan es un escritor que pertenece a la llamada "generación de posguerra", su preocupación literaria no incluye la devastación urbana o la conciencia pequeño burguesa de posguerra, que son temas que aparecen en las obras de otros autores de esa generación. En vez de eso usa ambientes rurales y sencillos cuentos folclóricos para alumbrar otra dimensión del traumático impacto de la guerra de Corea. "El sufrimiento de dos generaciones" presenta a un hombre que ha perdido un brazo durante la Segunda Guerra Mundial y a su hijo único que vuelve a casa después de participar en la guerra de Corea, donde ha perdido una pierna. Pero la simplicidad del hombre y de su hijo, que aceptan la tragedia como un destino a superar, reafirman la posibilidad de la esperanza aún en las situaciones más extremas. En "Excrementos" (Bun), una madre vacía sus intestinos en el ayuntamiento como protesta porque no eximieron a su hijo del reclutamiento militar. En "Las tumbas reales y las tropas estacionadas" (Wangneunggwa judungun), un esmerado guardián de tumbas, que intenta proteger las tierras sagradas de ser usadas como lugar para la práctica de la prostitución, queda horrorizado al descubrir que su única hija tiene relaciones con soldados extranjeros. A veces cómicos e incluso obtusos, sus personajes tienen la fuerza de voluntad para sobrevivir y el espíritu para aguantar su suerte, gracias a que están enraizados en una fe simple pero firme. El autor mantiene una actitud empática con los temas sin llegar al sentimentalismo.

## Obras en coreano (lista parcial)
Cuentos
- 홍소 "La carcajada" (1960)
- 왕릉과 주둔군 "Las tumbas reales y las tropas estacionadas" (1963)
- 붉은 언덕 "La colina roja"(1964)
- 삼각의 집 "La casa triangular" (1966)
- 수난이대 "El sufrimiento de dos generaciones" (1957; 1972)
- 야호 "La bacinilla" (1972)
- 흰 종이수염 "La barba de papel blanco" (1977)
- 화가 남궁씨의 수염 "La barba del pintor Nam Gung" (1988)
- 여제자 "La discípula" (1990)
- 검은 자화상 "El autorretrato negro" (1991)
- 내 영혼이 꿈꾸는 섬 "La isla con la que sueña mi alma" (1998)
- 내 마음의 풍금 "El armonio de mi corazón" (1999)

## Premios
- Premio de Literatura Coreana (1970)
- Premio Literario Yosan (1984)